# Доходный дом наследников Максимова
Доходный дом наследников В. Р. Максимова (также встречается ошибочное название Доходный дом В.Г. Кисина и И.-А.Ш. Фроймовича) — старинный дом в Ростове-на-Дону на улице Московской. Здание находится в перечне объектов культурного наследия регионального значения.
Адрес: г. Ростов-на-Дону, ул. Московская, 72 (также ул. Московская, 72/27/71, пер. Газетный, ул. Станиславского, литер А).

## История
В конце XIX века два богатых купца Беньямин Григорьевич Кисин и Исаак Григорьевич Фроймович, торговавшие мануфактурой и готовым платьем решили построить новый Торговый дом. Предполагаемой датой завершения строительства здания был 1899 год. Первоначально здание строилось по проекту городского архитектора Николая Дорошенко.
В 1902 и 1910 годах здание перестраивалось по проекту городского архитектора Н. Дурбаха. Вначале здание имело П-образную форму, его боковой фасад выходил переулок Газетный. В годы Великой Отечественной войны в здание попала бомба и уничтожила часть здания выходящую на Газетный переулок.
До Октябрьской революции на первом этаже дома размещались магазины готового платья, над ними был квартиры, которые снимали ростовские врачи, адвокаты, инженеры. Известность получил жилец дома, доктор Гурари Фабиан Натанович, который лечил кожные и внутренние болезни рентгеновскими лучами. У него дома был кабинет с рентгеновской установкой, что было в то время редкостью.
Часть здания занимали дешёвые квартиры, к которым был отдельный вход со двора. С внутреннего двора были пристроены террасы с наружными лестницами.
После революции на первом этаже по-прежнему работал продуктовый магазин, носивший имя Анастаса Микояна. В другой части дома размещалось адресное бюро, которое писатели Ильф и Петров прославили в романе «Двенадцать стульев». В эту контору, судя по роману, в поисках инженера Брунса, перебравшегося в Баку с купленными стульями, заходил отец Федор. Позднее адресное бюро под названием Ростгорсправка стало занимать полностью первый этаж. Это учреждение работало там до конца 1990-х годов. Большие комнаты после революции были разделены дополнительными стенами, созданы новые комнаты, куда заселили больше жильцов. В 20-е годы, в коридоре дома и в комнате швейцара ночевали беспризорники.
В настоящее время здание находится в ветхом состоянии, в здании никто не проживает. Предполагается расселение здания, его восстановление и устройство в нем музея
Это осложнено так как в силу своей пустоты дом пользуется спросом у современных беспризорников и прочих около-криминальных элементов. Перила западного подъезда были утрачены после акта мародерства, и сдачи их на металлолом. В настоящее время дом подвергается регулярному вскрытию. 

## Архитектура
Здание имеет богато декорированный фасад, при оформлении которого использовался штукатурный и лепной декор, характерный для периода перехода от эклектики к неоклассическому направлению стиля модерн. Симметрия фасада подчеркнута центральной раскреповкой увенчанной сложным аттиком и раскреповками с глубокими полуциркульными нишами в первом этаже. На первом этаже с двух сторон расположены боковые входы с двухъярусными Экседрами, завершенными аттиками. Архитектурный облик здания определяет его многочисленный и разнообразный классицистический декор.
На верхних этажах окна обрамлены наличниками и контр наличниками. На втором этаже окна оформлены треугольными сандриками на декоративных кронштейнах, окна на третьем этаже имеют прямоугольные сандрики и декоративные замки. Окна в центре украшены десюдепортами. В нишах первого этажа над капителями пилястр помещены путти. Центральная часть фасада завершена профилированным карнизом с сухариками. К настоящему времени утрачены завершения аттиков крайних раскреповок.
Дом имеет два передних парадных входа с деревянными резными дверями и лепными украшениями.
В доме есть четыре балкона, расположенные по бокам на втором и третьем этажах —  по два на каждую половину. Двери из комнаты на балкон тоже были резные, кованые решетки балконов были сделаны в виде цветочного орнамента. Балконы утоплены вглубь дома, создавая открытое пространство с нависающим потолком и боковыми стенами. Потолок над балконами третьего этажа имеет вид свода и первоначально был расписан темно-синей краской и серебряными звездами, изображая небесный свод.
Внутри дом был декорирован, полы в подъездах были вымощены бело-голубой кафельной плиткой. Перила имели металлическую узорную решётку с цветочным орнаментом, ступени лестниц были из серого мрамора.
Потолки в комнатах были также украшены лепниной. Стены соединялись с потолком с плавным переходом в линию лепного подкрашенного цветочного орнамента. В каждой комнате был свой орнамент. Часть комнат имела стилизованные подсолнухи, в других были виноградные лозы, цветы и гирлянды.
Под домом находятся вместительные подвалы. В них ранее были склады товаров для магазинов, торгующих в самом здании, а также склады других торговцев Ростова-на-Дону.